# 丹麥駐巴基斯坦大使館爆炸案
丹麥駐巴基斯坦大使館爆炸案發生于2008年6月2日當地時間（UTC+5）12:10左右，恐怖分子在丹麥駐巴基斯坦首都伊斯蘭堡的大使館停車場旁邊發動自殺式汽車炸彈襲擊，造成至少8人死亡，24多人受傷。爆炸產生的威力使現場留下一個大坑，多輛汽車被炸毀，還波及到附近建筑受損。事後，阿蓋達組織在網站發表聲明對襲擊負責，表示此次襲擊是對日德兰邮报穆罕默德漫画事件的報復。

## 外部連結
- 丹麥駐巴基斯坦大使館網站

### 圖輯
- BBC News Online. In pictures: Islamabad bombing （页面存档备份，存于）
- Jyllands-Posten: Photo Gallery: Explosion outside the Danish Embassy
- VG: Photo Gallery: Terrorist Attack in Islamabad